# Mahā Yoga
Mahā Yoga (devanagari: महा योग, lett.: "Grande Yoga"), una delle suddivisioni dello Yoga, che secondo la Yogaśikhā Upaniṣad, comprende il Mantra Yoga, il Laya Yoga, lo Haṭha Yoga e il Raja Yoga.